# Злинка (станція)
Злинка (рос. Злынка) — прикордонна залізнична станція в селищі Вишков Злинковського району Брянської області Росії. Розташована на лінії Брянськ — Гомель. Це остання станція цієї лінії в Росії перед кордоном з Білоруссю.
Назва походить від сусіднього районного міста Злинки.
Пасажиропотік на станції наразі відсутній.